# Tweede Jan van der Heijdenstraat 94-96
Het pand Tweede Jan van der Heijdenstraat 94-96 is een gebouw aan de Tweede Jan van der Heijdenstraat in De Pijp te Amsterdam-Zuid. Het is het op een na laatste gebouw aan de straat voordat die de Amsteldijk kruist. Het is schuin gelegen ten opzichte van het eveneens monument zijnde Amsteldijk 25.
Het gebouw valt op in de omgeving door haar luxe versieringen bij de gevelopeningen. Het opvallendst zijn daarbij de pilasters en overdadige versieringen bij de relatief grote ramen.